# Isacque Lopes
Isacque Lopes (Rio de Janeiro, 17 de dezembro de 2000) é um ator e cantor brasileiro. Iniciou a  sua carreira aos 5 anos de idade realizando cover de Michael Jackson em eventos por sua cidade mas primeiro trabalho profissional como ator foi em Tudo por um Popstar  em 2018. Em 2023, ganhou destaque ao interpretar o estudante Ben, um dos protagonistas de Vai na Fé, durante os flashbacks da produção.
Em seguida, foi convidado pelo diretor Allan Fiterman para protagonizar o filme natalino de comédia romântica Ritmo de Natal, produção exclusiva do canal de streaming Globoplay. No longa, dividiu cena com as atrizes Clara Moneke e Taís Araújo, que viveram, respectivamente, seu par romântico e sua mãe. No mesmo ano, foi escalado para interpretar um dos personagens centrais de Família é Tudo, novela das sete da TV Globo, onde encarnará o ambicioso skatista Plutão Macini.

## Filmografia

### Televisão
| Ano  | Título         | Papel                             | Notas                      |
| ---- | -------------- | --------------------------------- | -------------------------- |
| 2021 | Sob Pressão    | Gian Rodrigo                      | Episódio: "30 de setembro" |
| 2023 | Vai na Fé      | Benjamin Lupe Garcia (Ben, jovem) | [ 5 ]                      |
| 2024 | Família é Tudo | Plutão Mancini                    | [ 6 ]                      |
| 2025 | Encantado's    | Junior                            | Episódio: "Estamina"       |

### Cinema
| Ano  | Título              | Papel         | Notas              |
| ---- | ------------------- | ------------- | ------------------ |
| 2018 | Tudo por um Popstar | Julius Tiger  | [ 7 ]              |
| 2023 | No Ritmo da Fé      | Davi          | [ 8 ]              |
| 2023 | Ritmo de Natal      | Dante Augusto | Original Globoplay |